# UEFA Nations League 2022–23 (hạng đấu D)
Hạng đấu D UEFA Nations League 2022–23 (UEFA Nations League D 2022–23) là hạng đấu thứ tư và cũng là thấp nhất của UEFA Nations League mùa giải 2022–23, mùa giải thứ ba của giải đấu bóng đá quốc tế có sự tham gia của các đội tuyển quốc gia nam trong số 55 liên đoàn thành viên của UEFA.

## Thể thức
Hạng đấu D bao gồm 7 thành viên UEFA có thứ hạng thấp nhất từ 49–55 trong danh sách tham dự UEFA Nations League 2022–23, được chia thành hai bảng (một bảng gồm bốn đội và một bảng gồm ba đội). Mỗi đội thi đấu bốn hoặc sáu trận trong bảng của mình, sử dụng thể thức đấu vòng tròn sân nhà và sân khách vào tháng 6 (bốn lượt trận) và tháng 9 năm 2022 (hai lượt trận). Đội nhất của cả hai bảng được thăng hạng lên hạng đấu C UEFA Nations League 2024–25.

## Các đội tuyển

### Thay đổi đội tuyển
Sau đây là những thay đổi đội tuyển của Hạng đấu D từ mùa giải 2020–21:
| Xuống hạng từ Hạng đấu C Nations League |
| --------------------------------------- |
| - Estonia - Moldova                     |

| Thăng hạng lên Hạng đấu C Nations League |
| ---------------------------------------- |
| - Gibraltar - Quần đảo Faroe             |

### Xếp hạt giống
Trong danh sách tham dự 2022–23, UEFA xếp hạng các đội dựa trên bảng xếp hạng tổng thể Nations League 2020–21. Các nhóm hạt giống cho giai đoạn đấu hạng đã được xác nhận vào ngày 22 tháng 9 năm 2021, và được dựa trên bảng xếp hạng danh sách tham dự.
| Đội           | Hạng |
| ------------- | ---- |
| Estonia       | 49   |
| Moldova       | 50   |
| Liechtenstein | 51   |
| Malta         | 52   |

| Đội        | Hạng |
| ---------- | ---- |
| Latvia     | 53   |
| San Marino | 54   |
| Andorra    | 55   |

1. 1 2  Danh tính của đội thua play-out không được biết tại thời điểm bốc thăm.

Lễ bốc thăm cho giai đoạn đấu hạng diễn ra tại trụ sở UEFA ở Nyon, Thụy Sĩ vào lúc 18:00 giờ CET, ngày 16 tháng 12 năm 2021. Bảng D1 có hai đội từ Nhóm 1 và hai đội từ Nhóm 2, trong khi Bảng D2 có hai đội từ Nhóm 1 và một đội từ Nhóm 2. Do hạn chế của việc đi lại quá nhiều, bất kỳ bảng nào cũng có thể chứa tối đa một trong các cặp sau: Andorra và Kazakhstan, Malta và Kazakhstan.

## Các bảng
Danh sách lịch thi đấu đã được UEFA xác nhận vào ngày 17 tháng 12 năm 2021, một ngày sau lễ bốc thăm.
Thời gian là CEST (UTC+2), do UEFA liệt kê (giờ địa phương, nếu khác nhau thì nằm trong ngoặc đơn).

### Bảng 1
| VT | Đội           | ST | T | H | B | BT | BB | HS  | Đ  | Thăng hạng                |     | Latvia | Moldova | Andorra | Liechtenstein |
| -- | ------------- | -- | - | - | - | -- | -- | --- | -- | ------------------------- | --- | ------ | ------- | ------- | ------------- |
| 1  | Latvia        | 6  | 4 | 1 | 1 | 12 | 5  | +7  | 13 | Thăng hạng lên Hạng đấu C |     | —      | 1–2     | 3–0     | 1–0           |
| 2  | Moldova       | 6  | 4 | 1 | 1 | 10 | 6  | +4  | 13 |                           |     | 2–4    | —       | 2–1     | 2–0           |
| 3  | Andorra       | 6  | 2 | 2 | 2 | 6  | 7  | −1  | 8  |                           | 1–1 | 0–0    | —       | 2–1     |               |
| 4  | Liechtenstein | 6  | 0 | 0 | 6 | 1  | 11 | −10 | 0  |                           | 0–2 | 0–2    | 0–2     | —       |               |

| Latvia                                        | 3–0      | Andorra |
| --------------------------------------------- | -------- | ------- |
| - Uldriķis 9', 77' - J. Ikaunieks 85' (ph.đ.) | Chi tiết |         |

| Liechtenstein | 0–2      | Moldova                                 |
| ------------- | -------- | --------------------------------------- |
|               | Chi tiết | - Nicolaescu 5' (ph.đ.) - Bolohan 90+1' |

| Latvia        | 1–0      | Liechtenstein |
| ------------- | -------- | ------------- |
| - Zjuzins 73' | Chi tiết |               |

| Andorra | 0–0      | Moldova |
| ------- | -------- | ------- |
|         | Chi tiết |         |

| Moldova                              | 2–4      | Latvia                                        |
| ------------------------------------ | -------- | --------------------------------------------- |
| - Nicolaescu 5' (ph.đ.) - Moțpan 64' | Chi tiết | - Gutkovskis 19', 60' - J. Ikaunieks 26', 75' |

| Andorra                         | 2–1      | Liechtenstein |
| ------------------------------- | -------- | ------------- |
| - Aláez 78' (ph.đ.) - Rubio 82' | Chi tiết | - Meier 90+3' |

| Moldova                                         | 2–1      | Andorra           |
| ----------------------------------------------- | -------- | ----------------- |
| - Caimacov 26' (ph.đ.) - Nicolaescu 50' (ph.đ.) | Chi tiết | - M. Vieira 45+4' |

| Liechtenstein | 0–2      | Latvia                |
| ------------- | -------- | --------------------- |
|               | Chi tiết | - Gutkovskis 20', 28' |

| Latvia             | 1–2      | Moldova                        |
| ------------------ | -------- | ------------------------------ |
| - J. Ikaunieks 55' | Chi tiết | - Revenco 26' - Nicolaescu 45' |

| Liechtenstein | 0–2      | Andorra                 |
| ------------- | -------- | ----------------------- |
|               | Chi tiết | - Rosas 4' - Cervós 80' |

| Andorra     | 1–1      | Latvia           |
| ----------- | -------- | ---------------- |
| - Rosas 88' | Chi tiết | - Gutkovskis 50' |

| Moldova              | 2–0      | Liechtenstein |
| -------------------- | -------- | ------------- |
| - Stînă 90+2', 90+4' | Chi tiết |               |

### Bảng 2
| VT | Đội        | ST | T | H | B | BT | BB | HS | Đ  | Thăng hạng                |     | Estonia | Malta | San Marino |
| -- | ---------- | -- | - | - | - | -- | -- | -- | -- | ------------------------- | --- | ------- | ----- | ---------- |
| 1  | Estonia    | 4  | 4 | 0 | 0 | 10 | 2  | +8 | 12 | Thăng hạng lên Hạng đấu C |     | —       | 2–1   | 2–0        |
| 2  | Malta      | 4  | 2 | 0 | 2 | 5  | 4  | +1 | 6  |                           |     | 1–2     | —     | 1–0        |
| 3  | San Marino | 4  | 0 | 0 | 4 | 0  | 9  | −9 | 0  |                           | 0–4 | 0–2     | —     |            |

| Estonia                | 2–0      | San Marino |
| ---------------------- | -------- | ---------- |
| - Kirss 24' - Tamm 32' | Chi tiết |            |

| San Marino | 0–2      | Malta                            |
| ---------- | -------- | -------------------------------- |
|            | Chi tiết | - Busuttil 59' - Guillaumier 75' |

| Malta             | 1–2      | Estonia                       |
| ----------------- | -------- | ----------------------------- |
| - Hein 56' (l.n.) | Chi tiết | - Vassiljev 21' - Anier 90+4' |

| Malta           | 1–0      | San Marino |
| --------------- | -------- | ---------- |
| - Z. Muscat 50' | Chi tiết |            |

| Estonia                              | 2–1      | Malta               |
| ------------------------------------ | -------- | ------------------- |
| - Sappinen 45+6' (ph.đ.) - Anier 86' | Chi tiết | - Teuma 51' (ph.đ.) |

| San Marino | 0–4      | Estonia                                       |
| ---------- | -------- | --------------------------------------------- |
|            | Chi tiết | - Anier 38', 77' - Teniste 56' - Sappinen 66' |

## Các cầu thủ ghi bàn
Đã có 44 bàn thắng ghi được trong 18 trận đấu, trung bình 2.44 bàn thắng mỗi trận đấu.
5 bàn
- Vladislavs Gutkovskis

4 bàn
- Henri Anier
- Jānis Ikaunieks
- Ion Nicolaescu

2 bàn
- Albert Rosas
- Rauno Sappinen
- Roberts Uldriķis
- Victor Stînă

1 bàn
- Jordi Aláez
- Joan Cervós
- Jesús Rubio
- Márcio Vieira
- Robert Kirss
- Joonas Tamm
- Taijo Teniste
- Konstantin Vassiljev
- Artūrs Zjuzins
- Livio Meier
- Jan Busuttil
- Matthew Guillaumier
- Zach Muscat
- Teddy Teuma
- Vadim Bolohan
- Mihail Caimacov
- Nichita Moțpan
- Ioan-Călin Revenco

1 bàn phản lưới nhà
- Karl Hein (trong trận gặp Malta)

## Bảng xếp hạng tổng thể
7 đội thuộc Hạng đấu D được xếp hạng từ 49 đến 55 chung cuộc ở UEFA Nations League 2022–23 theo các quy tắc sau:
- Các đội kết thúc ở vị trí thứ nhất các bảng được xếp hạng 49 đến 50 theo kết quả của giai đoạn đấu hạng, không tính đến kết quả đối đầu với đội đứng thứ tư.
- Các đội kết thúc ở vị trí thứ nhì các bảng được xếp hạng 51 đến 52 kết quả của giai đoạn đấu hạng, không tính đến kết quả đối đầu với đội đứng thứ tư.
- Các đội kết thúc ở vị trí thứ nhì các bảng được xếp hạng 53 đến 54 kết quả của giai đoạn đấu hạng, không tính đến kết quả với đội đứng thứ tư.
- Đội đứng thứ tư ở bảng D1 được xếp hạng 55.

| Hạng | Bg | Đội           | ST | T | H | B | BT | BB | HS  | Đ  |
| ---- | -- | ------------- | -- | - | - | - | -- | -- | --- | -- |
| 49   | D2 | Estonia       | 4  | 4 | 0 | 0 | 10 | 2  | +8  | 12 |
| 50   | D1 | Latvia        | 4  | 2 | 1 | 1 | 9  | 5  | +4  | 7  |
|      |    |               |    |   |   |   |    |    |     |    |
| 51   | D1 | Moldova       | 4  | 2 | 1 | 1 | 6  | 6  | 0   | 7  |
| 52   | D2 | Malta         | 4  | 2 | 0 | 2 | 5  | 4  | +1  | 6  |
|      |    |               |    |   |   |   |    |    |     |    |
| 53   | D1 | Andorra       | 4  | 0 | 2 | 2 | 2  | 6  | −4  | 2  |
| 54   | D2 | San Marino    | 4  | 0 | 0 | 4 | 0  | 9  | −9  | 0  |
|      |    |               |    |   |   |   |    |    |     |    |
| 55   | D1 | Liechtenstein | 6  | 0 | 0 | 6 | 1  | 11 | −10 | 0  |

## Play-off vòng loại UEFA Euro 2024
Không giống như các trận play-off Vòng loại giải vô địch bóng đá châu Âu 2020, Hạng đấu D hiện đã bị thu hẹp sẽ không có con đường play-off cơ hội thứ hai dành riêng cho những đội vô địch vòng bảng không đủ điều kiện. Thay vào đó, nếu bất kỳ Hạng đấu A, B, hoặc C nào có ít hơn bốn đội trực tiếp tham dự UEFA Euro 2024 thông qua cuộc thi vòng loại UEFA Euro 2024 hoặc vòng loại đăng cai tự động, đội thắng bảng có thứ hạng cao nhất của League D sẽ được tiến tham dự trận play-off vòng loại UEFA Euro 2024 tùy thuộc vào việc chưa vượt qua vòng loại trực tiếp cho Euro 2024.
Nếu đội chiến thắng trong bảng xếp hạng tốt nhất của Hạng đấu D đã đủ điều kiện trực tiếp cho Euro 2024, điều này sẽ kích hoạt việc sử dụng quy tắc hình thành đường play-off thứ hai, thay vào đó phân bổ (các) suất đá play-off còn lại cho một đội từ Hạng đấu B hoặc C. Tất cả các vị trí còn lại cho vòng play-off sẽ được phân bổ dựa trên xếp hạng chung của Nations League, với điều kiện hạn chế là những người chiến thắng trong nhóm từ Hạng đấu B và C không được đối đầu với các đội từ một giải đấu cao hơn. Do đó, không thể tính toán học cho các đội bổ sung từ Hạng đấu D, trừ tối đa đội được chọn là đội chiến thắng trong nhóm chưa tự động vượt qua vòng loại có thứ hạng tốt nhất, để tiến vào vòng play-off Euro 2024.